# Galgeland (Sneek)
Het Galgeland (Fries: it Galgelân) is een perceel grasland in de Nederlandse provincie Friesland aan de scheiding van de Roekoe en de Houkesloot, waar een van de twee galgen van Sneek en Wymbritseradeel heeft gestaan. Tot op de dag van vandaag is er veel mysterie over deze locatie.
Vermoedelijk werden op last van de Sneker schepenbank maar hoogst zelden doodvonnisen voltrokken. De exacte locatie van de Sneker galg is niet volledig duidelijk. Mogelijk stond op het Galgeland de galg van Wymbritseradeel (strikt genomen hoort het gebied bij Offingawier, en dus niet bij de voormalige gemeente Sneek). Het stuk land ligt dicht bij een voormalig kerkje met kerkhof (hierover is weinig bekend). Volgens de overlevering zou het hier "niet pluis" en "zou een schipper hier voor geen goud willen afmeren". Op deze locatie zijn bij de verbreding van de Roekoe verschillende eikenhouten doodskisten en doodsbeenderen gevonden. De begraafplaats bij de kerk wordt in de geschiedenisboeken het Sneker Oud-Kerkhof (niet te verwarren met het Oud-Kerkhof in het centrum van de stad) genoemd.
Sneek kende naast deze galg ook een galg op de Hemdijk ten noorden van de stad (ter hoogte van de huidige straat Hemdijk, die is gelegen op de oude dijk).